# Rafael Armando Rojas
Rafael Armando Rojas (1914, Tovar, Mérida - 2007) fue un historiador y diplomático venezolano. Obtuvo el título de doctor en Filosofía y Letras en la Universidad Javeriana de Bogotá, en Colombia. Fue secretario de la Embajada de Venezuela en Colombia de 1945 a 1947, y embajador de Venezuela en Nicaragua en 1962. Escribió diversos ensayos históricos.